# فلوریان لوکاس
فلوریان لوکاس (انگلیسی: Florian Lukas؛ زادهٔ ۱۶ مارس ۱۹۷۳) یک هنرپیشه اهل آلمان است. وی از سال ۱۹۹۰ میلادی تاکنون مشغول فعالیت بوده‌است.
از فیلم‌ها یا برنامه‌های تلویزیونی که وی در آن نقش داشته است می‌توان به خداحافظ لنین، درون سپیدی اشاره کرد.